# 旭町 (浜松市)
旭町（あさひちょう）は静岡県浜松市中央区の町名。丁番を持たない単独町名である。住居表示未実施。

## 地理
浜松市中央区の中心部、JR浜松駅の北に位置する。東で板屋町、西で鍛冶町、南で砂山町、北で田町と接する。

### 学区
- 浜松市立中部小学校（浜松中部学園）
- 浜松市立中部中学校（浜松中部学園）

## 歴史

### 町名の由来
旭町駅（現在の遠州鉄道新浜松駅）周辺は明治のころは通称八幡地と呼ばれていた（現在の砂山町周辺の浜松八幡地や現在の寺島町及び北寺島町周辺の寺嶋八幡地と異なる）。1926年の地籍整理により、大字伝馬及び大字鍛冶の各一部を合わせて旭町を新設した。在住していた人が朝日町と称えていたのを受け継いだものである。

### 沿革
- 1925年（大正14年）5月1日 - 地籍整理により、大字伝馬及び大字鍛冶の各一部を合わせて旭町を新設[書籍 2]。
- 2002年（平成14年）4月2日 - 浜松市立中央図書館駅前分室がフォルテ4階にオープンする[WEB 7]。
- 2007年（平成19年）4月1日 - 浜松市が政令指定都市となる。旭町は中区の一部となる。
- 2008年（平成20年）10月1日 - 浜松市立中央図書館駅前分室が浜松駅前ビルヂング7階に移転オープンする[WEB 7]。
- 2011年（平成23年）11月9日 - 浜松市立中央図書館駅前分室が遠鉄百貨店新館9階に移転オープンする[WEB 7]。
- 2024年（令和6年）1月1日 - 浜松市の行政区再編により、旭町は中央区の一部となる。

## 施設
- 浜松駅バスターミナル
- 遠鉄百貨店 新館
  - 静岡県警察浜松中央警察署浜松駅前交番
  - 浜松市駅前市民サービスセンター
  - 浜松市立中央図書館 駅前分室
- 薬 マツモトキヨシ 浜松駅前店
- 浜松郵便局
- ゆうちょ銀行 浜松店
- プレスタワー
  - 静岡新聞社 浜松総局
  - 静岡放送 浜松総局
- 一条タワー

## 交通

### バス
- 浜松駅バスターミナルから遠州鉄道の路線バスや空港アクセスバス、高速バスなどが発着している。

### 道路
- 浜松市道曳馬中田島線（広小路通り）

## その他

### 警察
警察の管轄は以下の通りである。
| 番・番地等 | 警察署         | 交番・駐在所 |
| ---------- | -------------- | ------------ |
| 全域       | 浜松中央警察署 | 浜松駅前交番 |

### 消防署
消防署の管轄区域は以下の通りである。
| 番・番地等 | 消防署   | 本署/出張所 |
| ---------- | -------- | ----------- |
| 全域       | 中消防署 | 本署        |

### 書籍
1. ↑  『浜松市史 三』浜松市役所、1980年3月26日、263,355,680頁。
2. ↑  『浜松市史 三』浜松市役所、1980年3月26日、355,680頁。

### WEB
1. ↑  “h02_22.csv”.   総務省 (2022年2月10日). 2024年10月2日閲覧。
2. ↑  “chuouku_menseki.xlsx”.   浜松市 (2024年3月12日). 2024年10月2日閲覧。
3. ↑  “静岡県 浜松市中央区 旭町の郵便番号 - 日本郵便”.   日本郵便. 2025年2月15日閲覧。
4. ↑  “市外局番の一覧”.   総務省 (2022年3月1日). 2024年10月2日閲覧。
5. ↑  “事業所案内及び管轄地域（事務所3件、分室3件）”.   一般社団法人静岡県自動車会議所. 2024年10月2日閲覧。
6. ↑  “住居表示実施状況”.   浜松市 (2024年1月4日). 2024年6月13日閲覧。
7. 1 2 3  “図書館のあゆみ｜浜松市立図書館｜浜松市”.   浜松市. 2024年9月24日閲覧。
8. ↑  “浜松駅前交番｜静岡県警察”.   静岡県警察 (2024年1月1日). 2024年6月17日閲覧。
9. ↑  “消防署の町別管轄「い」／浜松市”.   浜松市 (2020年3月25日). 2024年6月17日閲覧。